# Alec Issigonis

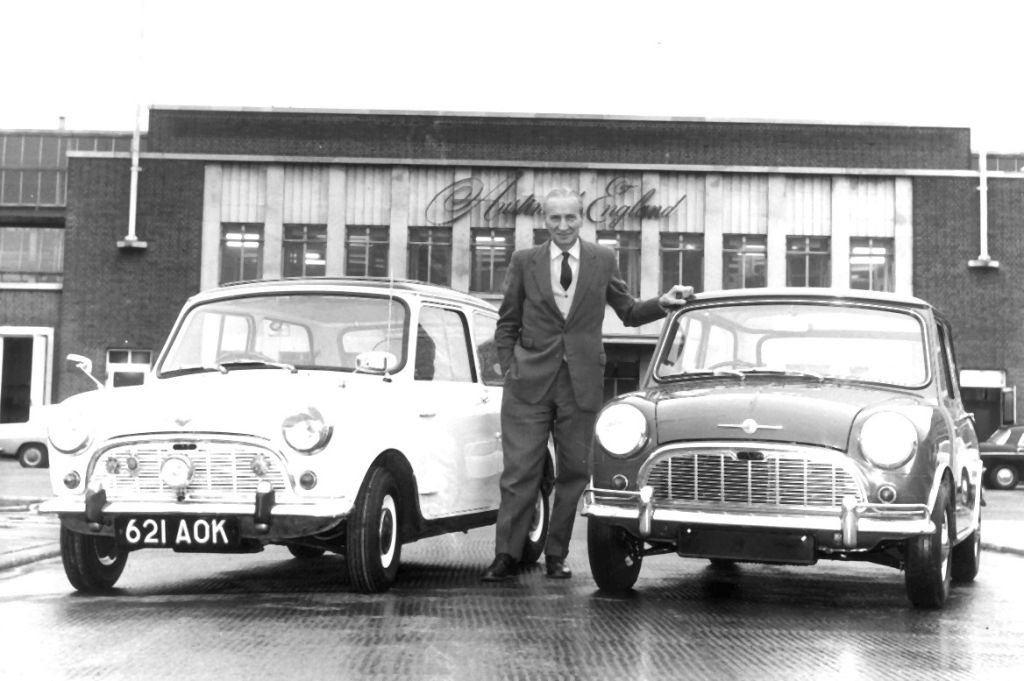
Alec Issigonis mit dem ersten Austin Mini (links) und dem Morris Mini Minor Deluxe, 1965.

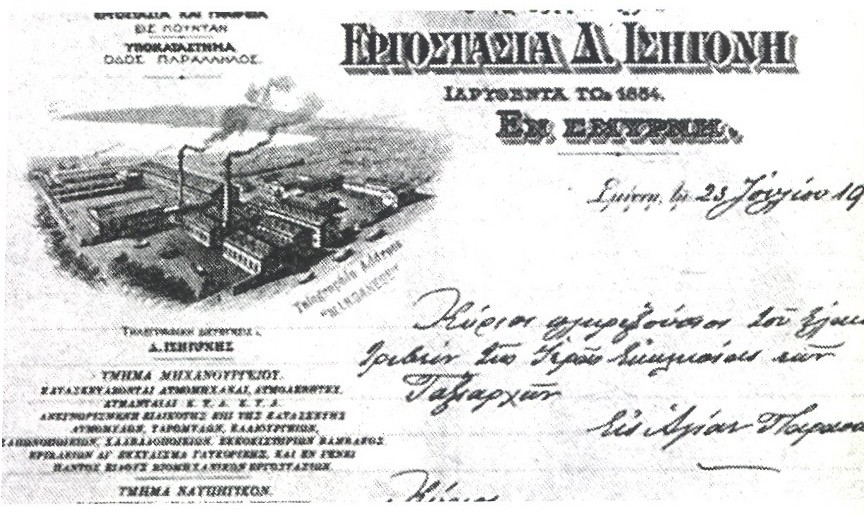
Briefkopf der Maschinenfabrik Issigonis

Sir Alec Issigonis, eigentlich Alexander Arnold Constantine Issigonis (* 18. November 1906 in Smyrna, Osmanisches Reich, heute İzmir, Türkei; † 2. Oktober 1988 in Edgbaston, Birmingham) war ein britischer Ingenieur griechischer Herkunft. Berühmt wurde er als Entwickler der Autos Morris Minor (1948–1971) und Austin Mini (1959–2000).

## Lebenslauf
Die Familie Issigonis stammte von der griechischen Insel Paros und ließ sich in Smyrna (heute İzmir) nieder, wo sie eine Maschinenfabrik betrieb. Alec Issigonis wurde geboren als Sohn von Konstantin Issigonis (Κωνσταντίνος Ισηγόνης), eines Griechen, und dessen bayerischer Gattin Hulda Prokopp. Bei der Vertreibung der Griechen aus Smyrna im September 1922 floh er mit seinen Eltern auf einem britischen Schiff nach England. Issigonis’ Vater starb auf der Überfahrt. 
Schon früh entdeckte Issigonis seine große Begabung für technische Zusammenhänge, und er beschloss, Automobilkonstrukteur zu werden. Nach einem dreijährigen Studium an der Battersea Polytechnic School in London, das er aber nicht abschloss, arbeitete er in verschiedenen Zeichen- und Konstruktionsbüros und wurde schließlich in die Konstruktionsabteilung von Morris aufgenommen.
Bei Morris (später mit Austin zur BMC zusammengeschlossen) hatte Issigonis dann großen Erfolg mit der Entwicklung des Morris Minor. Nach einem dreijährigen Intermezzo bei der noblen englischen Automarke Alvis, für die er den letztlich nicht in Serie gefertigten Alvis TA 350 entwickelte, kehrte er zu BMC zurück. 
Nach der Suezkrise entwickelte er den auf das notwendigste reduzierten Mini, mit dem bei BMC die Zeit der querliegenden Frontmotoren begann. Nach diesem Muster, aber mit hydraulisch unterstützter Federung (Hydrolastic) entstanden der kompakte BMC ADO16 (1100, 1300) und der gehobene BMC ADO17 (1800, 2200). In Anerkennung seiner Leistungen im Automobilbau wurde Issigonis 1969 als Knight Bachelor in den Adelsstand erhoben. 1971 wurde er vom damaligen BMC-Chairman Donald Stokes seines Amtes als technischer Direktor enthoben und in eine wenig bedeutende Ehrenfunktion abgeschoben, was de facto seine Versetzung in den Ruhestand bedeutete. Er arbeitete jedoch bis zu seinem Tod 1988 weiter an technischen Entwicklungen.
Issigonis war mütterlicherseits ein Großonkel von Bernd Pischetsrieder.